# Nauka (modul ISS)
Nauka (rusky Наука, doslovně „Věda”), známá také jako MLM-U (rusky МЛМ-У) nebo Víceúčelový laboratorní modul – pokročilý (rusky Многоцелевой лабораторный модуль, усоверше́нствованный), je součástí Mezinárodní vesmírné stanice (ISS). Nauka je provozována financována ruskou společností Roskosmos. Byla vypuštěna 21. července 2021 ve 14:58:25 UTC a 29. července 2021 ve 13:29:01 UTC se spojila s modulem Zvezda. Tím došlo k prvnímu významnému rozšíření ruského segmentu ISS po více než 20 letech budování stanice.

## Historie

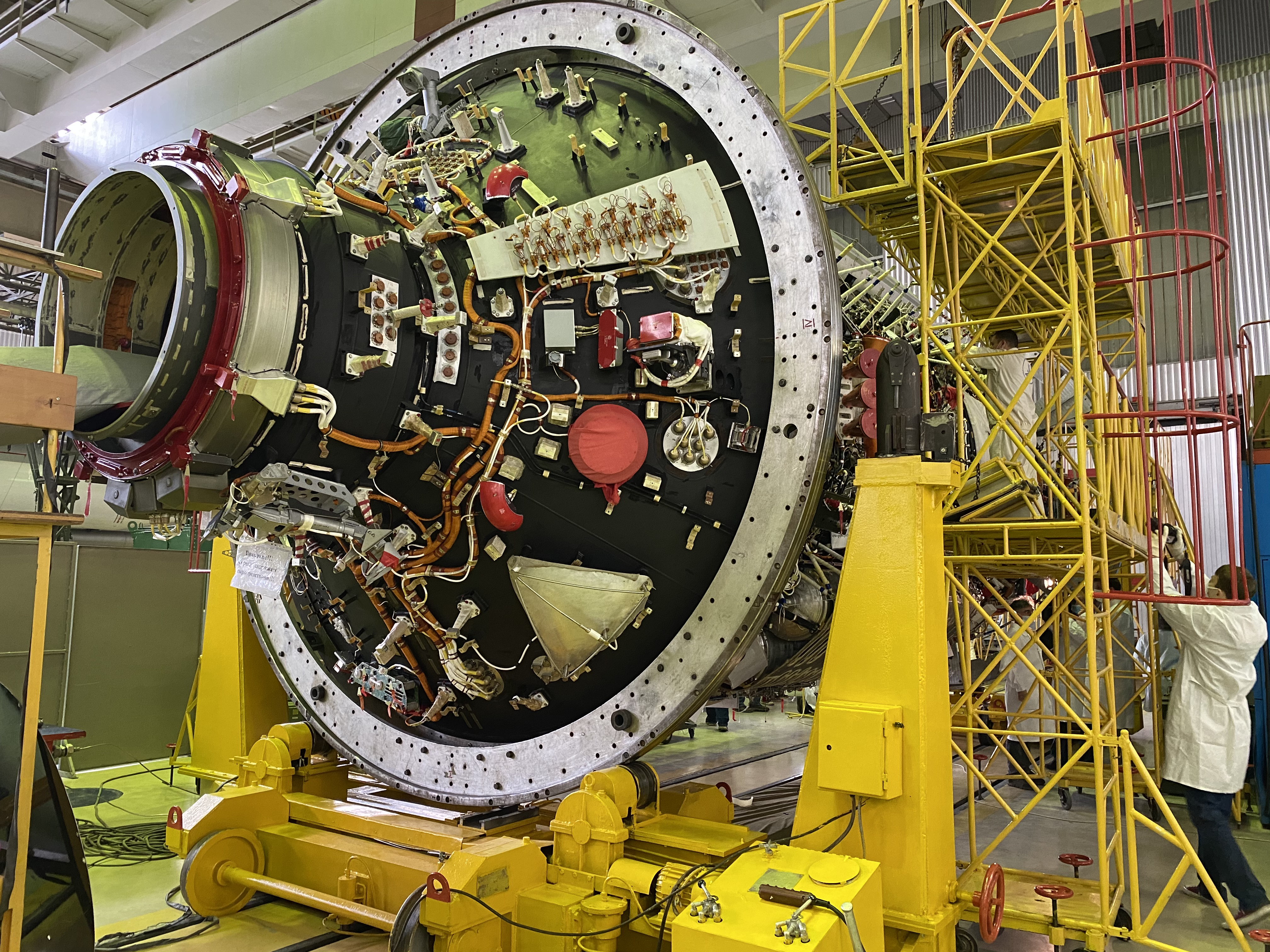
MLM Nauka před odesláním na Bajkonur

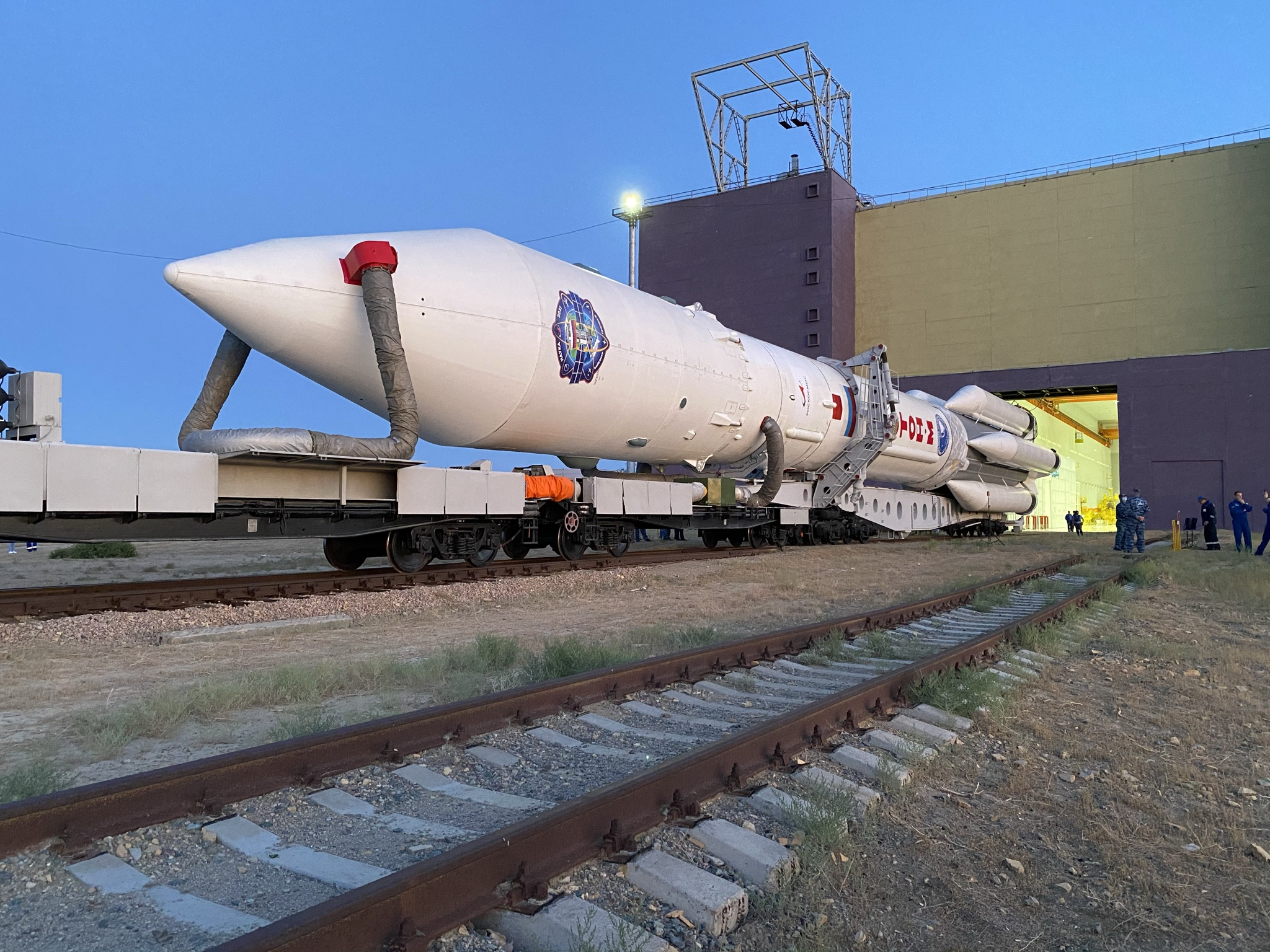
Cesta rakety Proton-M s modulem Nauka z montážní haly na startovní rampu

V 90. letech 20. století plány na ruský orbitální segment ISS zahrnovaly několik výzkumných modulů. K spodnímu portu modulu Zvezda (označovanému Zvezda nadir a mířícímu k Zemi) měl být umístěn univerzální dokovací modul (UDM) a dva nově vyvinuté ruské výzkumné moduly. UDM by byl založen na funkčním nákladním bloku FGB-2 vyrobeném firmou GKNPC Chruničeva, původně jako záloha modulu Zarja (označovaného FGB). Stavba FGB-2 byla koncem 90. let 20. století zastavena ve stavu 65 až 70procentní dokončenosti.
Počátkem roku 2000 se však plány změnily. Zvažovaly se alternativní návrhy využití portu Zvedza nadir a v srpnu 2004 bylo rozhodnuto, že rozpracovaný modul FGB-2 bude dokončen jako modul Nauka. Start byl naplánován na rok 2007.
Koncem roku 2005 se Roskosmos dohodl s Evropskou kosmickou agenturou (ESA), že spolu s Naukou bude vypuštěna i Evropská robotická ruka (ERA). Její nástavec s dodatečným loketním kloubem byl na ISS doručen raketoplánem Atlantis při letu STS-132, již v roce 2010.
Očekávaný start byl z technických důvodů opakovaně odkládán – na konec roku 2008, na rok 2009, 2013 a 2014, po neúspěšných přejímacích zkouškách v roce 2013 přišel další odklad přinejmenším na rok 2015. V dubnu 2014 vyšlo najevo, že cílové datum startu bylo odsunuto na únor 2017 kvůli nutnosti vyrobit nový pohonný systém, protože instalovaný systém překročil záruční lhůtu. Následovaly odklady na prosinec roku 2017 až polovinu roku 2018 a poslední třetinu roku 2018. Navíc bylo nutno opravit a vyčistit palivové nádrže a provést opětovné certifikace, což znamenalo nový termín v listopadu 2019, ale později Roskosmos oznámil další odklad o tři měsíce.
Původní termín převozu modulu z Moskvy na Bajkonur v lednu 2020 byl odložen na konec března 2020 kvůli výměně ventilů na palivových nádržích, v únoru 2020 bylo oznámeno, že modul vyžaduje další sedmiměsíční testování kvůli výměnám a opravám celé řadě součástí modulu, které byly původně vyrobeny již před 18 lety. V dubnu 2020 agentura TASS informovala, že opravy ventilů jsou dokončeny, nezbytné testování se ale protahovalo v důsledku omezení vyvolaných koronavirovou pandemií, a tak byl modul z Moskvy vypraven až 10. srpna 2020 a 19. srpna 2020 dorazil na Bajkonur.
V říjnu a listopadu 2020 se do testování modulu zapojili členové budoucí Expedice 65, kosmonauti Oleg Novickij a Pjotr Dubrov. Také prozkoumali vnější část modulu, přes kterou ho budou během svého nadcházejícího letu při výstupech do volného prostoru napojovat na systémy ISS.
Během testování byl kvůli novým omezením způsobeným koronavirem další plánovaný termín startu v květnu 2021 odsunut nejméně na 15. července.
Po připojení aerodynamického krytu byl modul spojen s nosnou raketou Proton-M. Ta byla na kosmodrom Bajkonur dopravena už 13. prosince 2018.

## Popis modulu a jeho funkcí

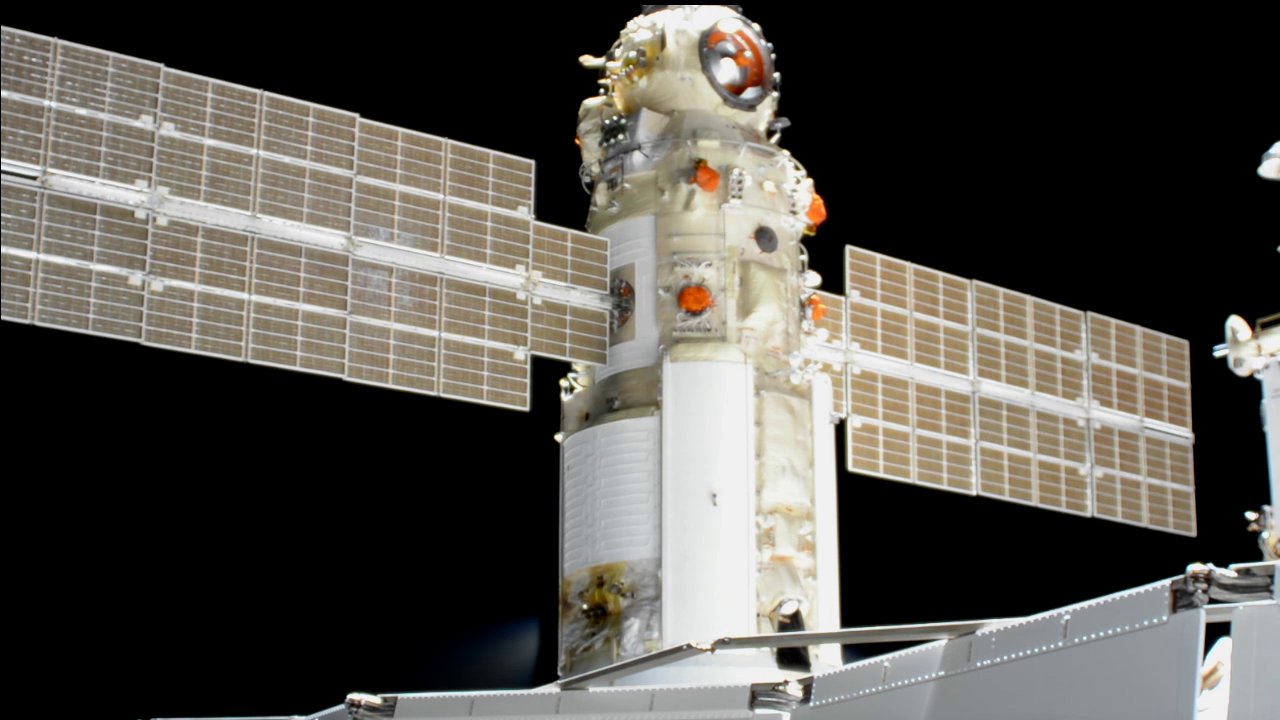
Nauka po připojení k ISS. Do vstupního portu v její horní části bude připojena přechodová komora, která je od roku 2010 připoutána k modulu Rassvet.

Protože byla Nauka vyvinuta z rozpracovaného záložního modulu pro případ neúspěchu s vypuštěním modulu Zarja, základního modulu ISS, jsou oba objekty – Zarja a Nauka – na pohled téměř identické. Konstrukčně navazují na moduly, které byly úspěšně používány už u stanic Saljut 6, Saljut 7, vojenské stanice Almaz i stanice Mir
Modul má válcový tvar o délce 13,12 metru a průměru 4,25 metru, v němž je kromě veškerého přístrojového vybavení také hermetizovaný prostor o objemu 70 metrů krychlových. Z toho je 4,9 m3 k dispozici pro uložení nákladu a 6 m3 pro instalaci vědeckého užitečného zatížení. Na obou koncích jsou spojovací uzly. Jeden je součástí kuželovité zádi, kterou je modul připojen k ISS. Na přídi je pak přechodová komora ve tvaru koule s okénkem pro pozorování Země a dvěma dalšími porty. Z nich jeden byl v květnu 2023 během Expedice 69 k ISS osazen automatickou přechodovou komorou k vynášení materiálu pro venkovní experimenty z vnitřku modulu, která byla do vesmíru vynesena už v roce 2010 společně s modulem Rassvet a po celou dobu před instalací k němu zůstala připoutána. Druhý port, který při připojení modulu Nauka ke stanici míří k Zemi a je proto označován Nauka nadir, byl v roce 2021 dvakrát využit pro připojení kosmických lodí a poté obsazen novým uzlovým modulem Pričal.
Elektřinu pro modul Nauka vyrábějí dva panely solárních článků o celkové ploše 56 m2. Modul dále nese celkem 42 tryskových motorů. Dva hlavní, označované jako korekční a setkávací motory, jsou typu KRD-442, každý s nominálním tahem 4,09 kilonewtonů (kN), byly navrženy k zajištění korekcí oběžné dráhy ve fázi autonomního letu na ISS. Každý z celkem 24 kotvicích a stabilizačních motorů typu 11D458 má tah 392 N. K přesné stabilizaci během dokování pak modul disponuje dalšími 16 motory typu 17D58E, každý s tahem 13,3 N. Všechny motory jsou poháněny obvyklou kombinací ruských kosmických těles – asymetrickým dimethylhydrazinem (palivo) a tetraoxidem dusíku (okysličovadlo).
Součástí modulu je také vlastní radiátor pro vyzařování přebytečného tepla. Stejně jako nákladová přechodová komora byl od roku 2010 uchycen na modulu Rassvet a v roce 2023 během Expedice 69 přenesen k modulu Nauka a nainstalován.

### Funkce modulu
V souladu se smlouvou, kterou 3. listopadu 2006 uzavřel Roskosmos se společností RKK Energija, bude Nauka sloužit k experimentům, dokování a přepravě nákladu, ale také jako pracovní a odpočinkový prostor posádky. Modul obsahuje kompletní systém navádění a navigace včetně ovládání motorů a řízení polohy, který může ISS používat jako záložní, dále vybavení pro čerpání paliva z nádrží připojené kosmické lodi na ISS, systém dodávky kyslíku až pro šest lidí, zařízení na regeneraci vody z moči. Ruský segment se také díky modulu dočkal druhé koupelny (první je v modulu Zvezda) a kabiny pro jednoho ze člena posádky.
Pro efektivitu vědeckého výzkumu je Nauka založena na principu standardizovaných laboratorních stanic, kterých je v hermetizované části modulu umístěno 14, a to včetně speciálních inkubátorů a plošin chráněných proti vibracím pro citlivý materiálově-vědecký výzkum. Na vnějším plášti pak je instalováno 16 adaptérů pro umístění vědeckých experimentů, jejichž obsluhu bude zajišťovat evropský manipulátor ERA s pomocí automatické přechodové komory, takže pro zavedení nebo ukončení experimentů nebude nutný výstup kosmonautů do volného prostoru.
První náměstek generálního konstruktéra společnosti RSC Energia Vladimir Solovjov 26. ledna 2016 uvedl, že po modernizaci bude mít MLM-U životnost nejméně sedm let, která může být později prodloužena.

## Průběh letu

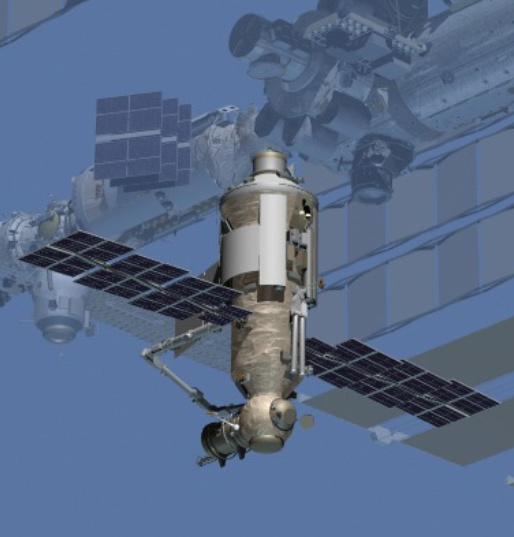
Počítačová kresba Nauky, v dolní části vlevo s robotickou rukou ERA připojující k modulu nákladní přechodovou komoru, která byla do 4. května 2023 připevněna modulu Rassvet (za levým solárním panelem Nauky).

### Start a přílet k ISS
Modul byl i s nosnou raketou Proton-M vyvezen na startovací rampu 17. července 2021 a vypuštěn 21. července 2021 ve 14:58:25 UTC.
Krátce po startu se objevilo několik problémů, včetně ztráty telemetrie a problémů s hlavním pohonným systémem. Počáteční orbitální manévry s cílem dostat Nauku z počáteční oběžné dráhy na oběžnou dráhu ISS byly proto zpožděny o 24 hodin. První zkušení manévr 22. července trval jen čtvrt minuty a potvrdil funkčnost pohonné jednotky. Druhý, více než čtyřminutový zážeh za účelem zvýšení dráhy modulu, se odehrál o dvě hodiny později.
V následujících dnech Nauka provedla řadu dalších korekčních zážehů – dva 23. července 2021, další dva 24. července a jeden 27. července. Po závěrečném impulsu 28. července sice Nauka podle plánu doletěla 29. července ke stanici, ale potýkala se s problémy s automatizovanými systémy TORU a Kurs, kvůli nimž měla problémy se zaměřením na cíl. Po zásahu kosmonautů Novického a Dubrova se Nauka ve 13:29:01 UTC úspěšně připojila k dolnímu portu modulu Zvezda (Zvezda nadir orientovaný směrem k Zemi). Šlo o první významné rozšíření ruského segmentu ISS po více než 20 letech budování stanice – od vypouštění modulů Zarja v roce 1998 a Zvezda v roce 2000 Rusko svou část stanice doplnilo pouze třemi dokovacími moduly jen částečně využitelnými pro vědecký program – Pirs, Poisk a Rassvet.

### Mimořádná událost po připojení Nauky k ISS
Modul Nauka tři hodiny po připojení způsobil natočení celé stanice o 45 stupňů, a to samovolným spouštěním motorů v důsledku softwarové chyby. Pozemní dispečeři NASA a Roskosmosu se zpočátku pokoušeli neúmyslnému tahu, který nezvládly stabilizovat gyroskopy stanice, čelit protitahem trysek na servisním modulu Zvezda a později lodi Progress MS-17. Poté, co motory Nauky po 44 minutách vyčerpaly zbývající palivo, operátoři obnovili kontrolu polohy a motory Zvezdy a Progressu znovu zajistily správnou orientaci stanice. Ačkoli nebylo zaznamenáno žádné poškození ISS a posádka nebyla mimořádnou situací nijak ohrožena, byly kvůli události dočasně přerušeny všechny činnosti a o 96 hodin odložen start letu Boeing Orbital Flight Test 2, zatímco posádka stanice pokračovala v prověrkách Nauky. S odstupem několika dní od události se ukázalo, že natočení ve skutečnosti dosáhlo přibližně 540 stupňů, což znamená 1,5krát otočení okolo osy. NASA však na nadále setrvala u stanoviska, že díky malé rychlosti rotace stanice nebyla poškozena, je i nadále v dobrém stavu a její systémy fungují normálně.

### Zprovoznění modulu
Uvedení modulu do rutinního provozu bude vyžadovat až 11 výstupů do volného prostoru, během nichž dojde k integraci Nauky do systémů a rozvodů ISS, připojení externího chladiče a dalšího podpůrného vybavení o celkové hmotnosti 1,4 tuny, které bylo na stanici dopraveno už v roce 2010 a je uloženo uvnitř i na vnější straně modulu Rassvet. Do provozu bude uvedena robotická ruka ERA, přechodová komora pro vypouštění cube-satů, později bude k modulu připojen přechodový uzel Pričal, který nabídne možnosti dalšího rozšiřování ruského segmentu ISS. Ke stanici by měl dorazit v listopadu 2021.
První dvě vycházky se odehrály počátkem září 2021. Při výstupu zahájeném 3. září 2021 ve 14:41 UTC kosmonauti Pjotr Dubrov a Oleg Novickij připojili modul na elektrickou síť a datovou síť stanice a instalovali část zábradlí pro usnadnění pohybu při dalších výstupech. Výstup skončil po 7 hodinách a 54 minutách v 22:35 UTC. Oba kosmonauti se do volného prostoru podruhé vydali o šest dní později, 9. září ve 14:51 UTC. Dokončili propojení ethernetových kabelů, televizní sítě a systému setkání s přilétajícími kosmickými loděmi, nainstalovali další zábradlí. Výstup trval 7 hodin a 25 minut a skončil v 22:16 UTC.
První lodí, která se k ISS připojila prostřednictvím modulu Nauka byl Sojuz MS-18. Ke spodnímu portu Nauky se připojila 28. září 2021 v 13:04 UTC poté, co se o 43 minut dříve odpojila od sousedního modulu Rassvet. Loď se od stanice definitivně odpojila 17. října 2021 v 01:14 UTC. Ani druhá loď se k Nauce nepřipojila bezprostředně po startu, ale až po předchozím spojení s jiným modulem ISS – Progress MS-17 se od modulu Poisk oddělil 20. října 2021 ve 23:42:27 UTC a po vzdálení na 185 kilometrů a kompletním novém přiblížení se  k Nauce připojil 22. října 2021 v 04:21:07 UTC. Loď byla využita k testování rozhraní dokovacího mechanismu a ke kontrole těsnosti palivových potrubí modulu Nauka, která je nezbytná předtím, než budou jeho trysky poprvé použity k úpravě orientace stanice. Definitivně se Progress MS-17 od stanice odpojil 25. listopadu 2021 v 11:22:30 UTC, aby uvolnil místo pro modul Pričal, který ze Země odstartoval o den dříve.

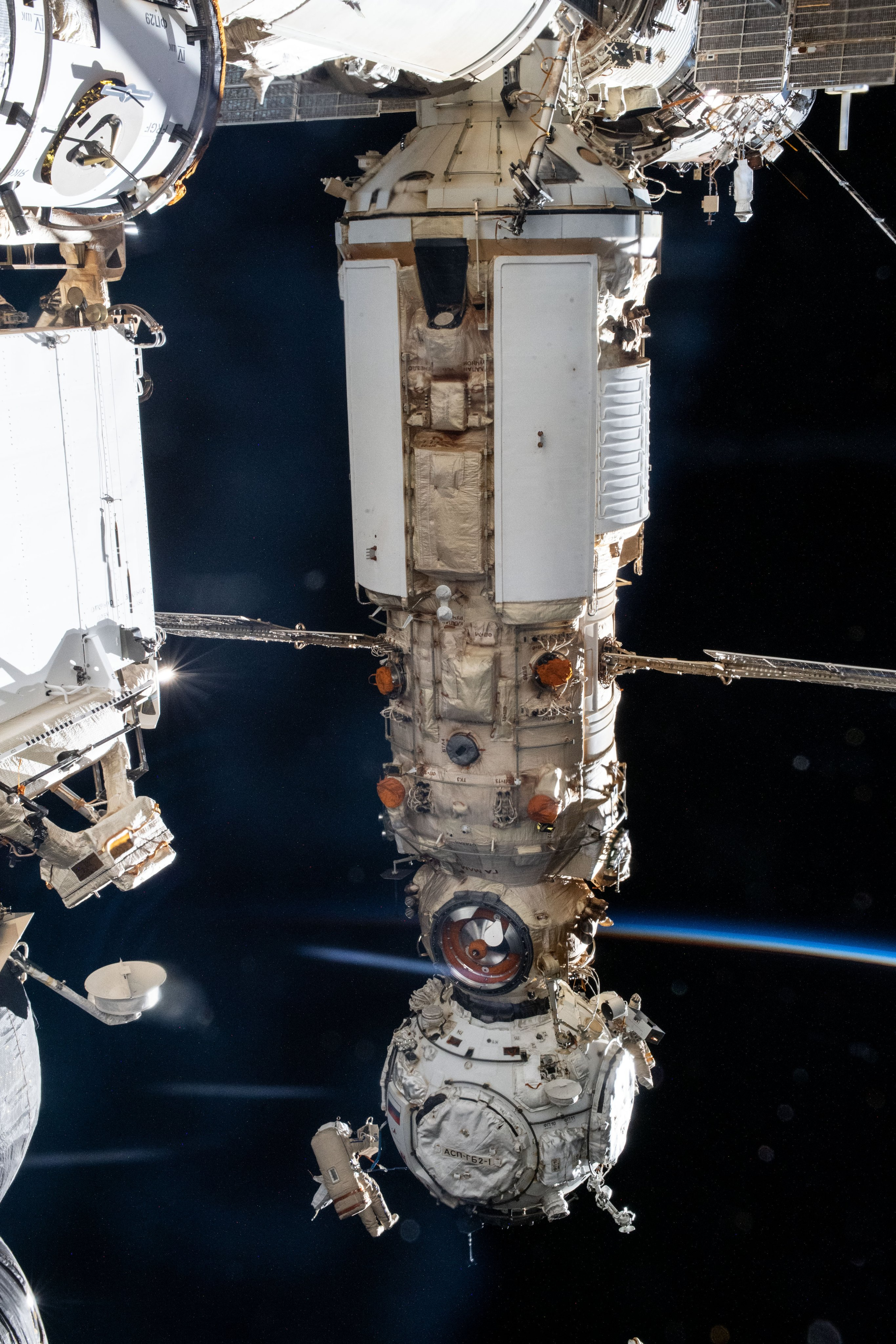
Nauka s modulem Pričal (větší kulovitý objekt na spodní části sestavy, na němž pracují dva kosmonauti ve skafandrech) během výstupu do volného prostoru 19. ledna 2022.

### Připojení a integrace modulu Pričal
Spodní port modulu Nauka byl 26. listopadu 2021 v 15:19:39 UTC natrvalo obsazen novým uzlovým modulem Pričal, který díky svým celkem šesti portům významně rozšířil dokovací možnosti ruského orbitálního segmentu ISS.
Poté co se 22. prosince 2021 v 23:03:00 UTC od Pričalu oddělila přístrojová a pohonná sekce lodi Progress M-UM, která modul ke stanici dopravila, se 19. ledna 2022 odehrál výstup do volného prostoru, kterým bylo spojení modulů Nauka a Pričal završeno. Kosmonauti Anton Škaplerov a Pjotr Dubrov je propojili napájecími i datovými kabely a nainstalovali na ně zábradlí, na Pričal navíc umístili televizní kameru, antény pro setkání a dokovací terče. Výstup byl zahájen otevřením průlezu ve 12:17 UTC a ukončen jeho uzavřením v 19:28 UTC, trval tedy 7 hodin a 11 minut.
První loď by k modulu Pričal měla zakotvit 18. března 2022, půjde o Sojuz MS-21 s novou dlouhodobou posádkou ruského orbitálního segmentu, která se stane součástí Expedice 67.

### Přehled lodí a modulů připojených k ISS přes modul Nauka (port Nauka nadir)
| loď            | připojen/a         | odpojen/a          | dní        |
| -------------- | ------------------ | ------------------ | ---------- |
| Sojuz MS-18    | 28. září 2021      | 17. října 2021     | 18         |
| Progress MS-17 | 22. října 2021     | 25. listopadu 2021 | 36         |
| Pričal (modul) | 26. listopadu 2021 | let pokračuje      | dosud 1191 |

(Zeleně je vyznačen současně připojený modul. Data odpovídají časům v UTC.)